# Marko Dragosavljević
Marko Dragosavljević –en serbio, Марко Драгосављевић– (25 de septiembre de 1994) es un deportista serbio que compitió en piragüismo en la modalidad de aguas tranquilas.
Ganó seis medallas en el Campeonato Europeo de Piragüismo entre los años 2013 y 2018. En los Juegos Europeos obtuvo tres medallas de bronce, una en Bakú 2015 (K1 200 m) y dos en Cracovia 2023 (K1 500 m y K2 500 m).

## Palmarés internacional
| Juegos Europeos    | Juegos Europeos             | Juegos Europeos   | Juegos Europeos |
| Año                | Lugar                       | Medalla           | Competición     |
| ------------------ | --------------------------- | ----------------- | --------------- |
| 2015               | Bakú (Azerbaiyán)           | Medalla de bronce | K1 200 m        |
| 2023               | Cracovia (Polonia)          | Medalla de bronce | K1 500 m        |
| 2023               | Cracovia (Polonia)          | Medalla de bronce | K2 500 m        |
| Campeonato Europeo |                             |                   |                 |
| Año                | Lugar                       | Medalla           | Competición     |
| 2013               | Montemor-o-Velho (Portugal) | Medalla de plata  | K1 200 m        |
| 2013               | Montemor-o-Velho (Portugal) | Medalla de plata  | K2 500 m        |
| 2014               | Brandeburgo (Alemania)      | Medalla de oro    | K1 200 m        |
| 2015               | Račice (República Checa)    | Medalla de oro    | K1 200 m        |
| 2017               | Plovdiv (Bulgaria)          | Medalla de plata  | K1 200 m        |
| 2018               | Belgrado (Serbia)           | Medalla de bronce | K1 200 m        |